# Brzyskorzystew
Brzyskorzystew é uma freguesia da Polônia, localizada no voivodado de Cujávia-Pomerânia, no concelho de Żnin.
Na freguesia encontra-se uma igreja construída entre 1826 e 1828. O interior contém características do barroco, do classicismo e do neogótico. Alguns dos elementos decorativos datam dos séculos XVII e XVIII.